# Tadarida insignis
Tadarida insignis är en art i familjen veckläppade fladdermöss som först beskrevs av Blyth 1862. Den listades en tid som synonym till veckläppad fladdermus (Tadarida teniotis) men sedan början av 2000-talet godkänns den som art.
Denna fladdermus förekommer med flera från varandra skilda populationer i östra Kina, på Koreahalvön och på Taiwan. Under vandringar når arten Japan. Året 2005 hittades dessutom en koloni i Japan som uppfostrade ungar. Tadarida insignis vilar i grottor men det är inte känt vilket habitat den föredrar.
En individ som upptäcktes i Japan hade en kroppslängd (huvud och bål) av 91,4 mm, en svanslängd av 56,0 mm och en underarmlängd av 63,6 mm. Artens stora öron är sammanlänkade på hjässan. Exemplar från Kina hade en vikt mellan 28,6 och 36,3 g.
IUCN listar arten med kunskapsbrist (DD).